# Powiat Bocheński
Der Powiat Bocheński ist ein Powiat (Kreis) in der polnischen Woiwodschaft Kleinpolen. Er liegt im zentralen Kleinpolen und wird von den Powiaten Brzesko, Limanova, Myślenice, Wieliczka, Krakau und Proszowice umschlossen.

## Gemeinden
Der Kreis umfasst neun Gemeinden, die in eine Stadtgemeinde (gmina miejska), eine Stadt-und-Land-Gemeinde (gmina miejsko-wiejska) und sieben Landgemeinden (gminy wiejskie) unterschieden werden:

### Stadtgemeinde
- Bochnia

### Stadt-und-Land-Gemeinde
- Nowy Wiśnicz

### Landgemeinden
- Bochnia
- Drwinia
- Łapanów
- Lipnica Murowana
- Rzezawa
- Trzciana
- Żegocina